# Mandan (Észak-Dakota)
Mandan település az Amerikai Egyesült Államok Észak-Dakota államában, Morton megyében, melynek megyeszékhelye is. Lakosainak száma 24 206 fő (2020. április 1.).

## Népesség
A település népességének változása:

| 2010 | 18 331 |
| 2020 | 24 206 |